# Âncora do Marujo
Âncora do Marujo é um bar e casa de espetáculos no Centro de Salvador, município capital do estado brasileiro da Bahia. Tem funcionamento noturno de terça a domingo com apresentações diárias, sobretudo, voltadas à musica pop, performadas por homens e mulheres. Além disso, promove concursos de melhor apresentação artística e de beleza (a exemplo do Garota Marujo e Talento Marujo) e festivais (a exemplo do Festival de Arte Marujo da Diversidade). Seu nome deve-se à entidade Marujo da umbanda, cultuada por um dos sócios, e está refletido na cor azul da decoração (remetendo ao mar) e no altar com a estátua da entidade na entrada do bar.
É referência para a arte transformista (drag), na medida em que seus concursos abrem portas para carreiras de artistas iniciantes que ganham visibilidade em veículos de comunicação, assim como projeta artistas de carreiras menos recentes diante do público diverso da casa. Assim, já foi palco de apresentações de artistas como Aimée Lumiére, Aleera Cox, Angelina Meels, Bia Mathieu, Carine Bergman, Dandara, DesiRée Beck, Euvira, Larissa Bravo, Malayka SN, Mitta Lux, Nikita Pentakill, Nina Codorna, Scarleth Sangalo, Spadina Bancks, Valerie O’rarah. O Marujo já foi retratado nos filmes documentários Rua Carlos Gomes: Apogeu e Resistência da Comunidade LGBTQIAPN+, de Galdino Neto, e Âncora do Marujo, de Victor Nascimento.
Localizado na Rua Carlos Gomes, foi fundado em 13 de abril de 2000 e é o único estabelecimento da comunidade LGBTI que permanece em atividade na região central da cidade, que outrora contava com outros bares e boates, como Bar da Ray, Bar Charles Chaplin, Beco da Baiuca, Adê Alô, Boate Is’Kiss, Artes & Manhas, Boate BRW, Boate Caverna, entre outros. O próprio Marujo funciona no prédio onde antes existia o bar Artes e Manhas, do mesmo gênero. Entre 2005 e 2009, passou a ter concorrência com as apresentações de drag incluídas na programação do bar Camarin, no Beco dos Artistas, no bairro da Barra. Com o início das apresentações no Marujo após meia-noite, funcionava como segunda opção para o público ou opção de extensão da noite após término das apresentações no Beco dos Artistas. O bar Camarin fechou em 2009 e vários bares menores foram abertos em 2011 no lugar, porém, a maioria fechou em 2014, consolidando a tradição do Âncora do Marujo como espaço de entretenimento. A transmissão pelo canal de televisão por assinatura Multishow em 2015 no Brasil da sétima temporada do programa estadunidense RuPaul's Drag Race intensificou o interesse pela arte drag, refletindo na clientela e na renovação de artistas. Durante a pandemia de COVID-19 na Bahia, seguiu funcionando com atividades virtuais (transmissões ao vivo de artistas de renome da casa) e arrecadação de doações.